# Tibor Fogarasi
Tibor Fogarasi (* 21. November 1969 in Szolnok) ist ein ungarischer Schach-Großmeister.

## Erfolge
Fogarasi erhielt im Jahr 2003 den Großmeistertitel, die erforderlichen Normen erfüllte er im Dezember 1995 beim Turnier HUNGAROIL 1995 in Budapest, in der ungarischen Mannschaftsmeisterschaft 2001/02 und im Mai 2003 beim 28. Elekes Memorial in Budapest. Für die ungarische Nationalmannschaft nahm er zweimal (1991 und 1995) am Mitropa Cup teil. Fogarasi siegte oder belegte vordere Plätze in mehreren Turnieren: I-II. Platz FS08 GM Budapest (1994), II-III. Platz FS10 GM Budapest (1994), I. Platz Hungaroil Turnier Siófok (1994), I-II. Platz FS02 GM Budapest (2000), II. Platz Elekes Memorial Budapest (2003), II. Platz FS16 GM Budapest (2004), I-II. Platz FS02 GM Budapest (2005), I-III. Platz Elekes Memorial Budapest (2005), II. Platz GM-B Turnier Balatonlelle (2005).
Seine Elo-Zahl beträgt 2377 (Stand: Januar 2015), im Juli 1995 erreichte er seine höchste Elo-Zahl von 2515.

## Vereine
Fogarasi spielte in Ungarn bis 2015 für den Mátyásföldi Lawn Tenis Club (bis 2008 Statisztika PSC), seitdem für Pénzügyőr Sport Egyesület. In der österreichischen Bundesliga beziehungsweise Staatsliga spielte er von 1992 bis 1994 und von 2003 bis 2006 für den SK Sparkasse Fürstenfeld. Am European Club Cup nahm Fogarasi 1990 mit Honvéd Budapest und 1998 mit dem SK Sparkasse Fürstenfeld teil.

## Schachbücher
- Fogarasi Tibor: Nagy mesterek, nagy elnézések, Große Meister, große Analysen, Verlag Magyar Sakkvilág
- Fogarasi Tibor: Félszáz kedvenc játszmám, Halbhundert Lieblingspartien, Verlag Magyar Sakkvilág